# Semir Tuce
Semir Tuce, né le 11 février 1964 à Mostar, est un footballeur international yougoslave puis bosnien.

## Biographie
Il reçoit sept sélections et inscrit deux buts en équipe de Yougoslavie.
Il joue son premier match en équipe nationale le 29 octobre 1986 contre la Turquie. Il inscrit son premier but avec la Yougoslavie le 25 mars 1987 contre l'Autriche. Il inscrit son second but le 5 avril 1989 contre la Grèce, pour ce qui constitue sa dernière sélection.

## Palmarès
- Coupe de Yougoslavie :
  - Vainqueur : 1986

- Coupe de Suisse :
  - Vainqueur : 1992